# ساقی زینتی
ساقی زینتی (زاده ۲۵ مرداد ۱۳۴۹ در رشت)، بازیگر ایرانی سینما و تلویزیون است. او همسر سابق بهروز بادروج است.

## زندگی هنری
ساقی زینتی با نام تولد معصومه زینتی در سال ۱۳۴۹ در رشت زاده شد. وی کارشناس ارشد ریاضی است و در سال ۱۳۷۰ با فیلم داستانی «مخمصه» وارد عرصه بازیگری شد.
او در سال ۱۳۷۲ برنده جایزه نقش اول زن برای نمایش «چهارشنبه‌خاتون (رضا میرمعنوی در جشنواره تئاتر فجر شد.
او هم چنین فعالیت‌هایی به عنوان سفیر انجمن اوتیسم ایران دارد.

## آثار هنری
از جمله آثاری که ساقی زینتی در آن‌ها به ایفای نقش پرداخته‌است به موارد زیر می‌توان اشاره نمود:

### سینمایی
- آنجا کسی دیوانه نیست(نیما هاشمی ١۴٠۴)[۹]
- دارچین تلخ(نیما هاشمی ١۴٠۳)[۱۰]
- جرئت و حقیقیت  ١۴٠٠ ( سید میثم حسینی ( کارگردان ) )
- آفرینش بین دو سطح   ۱۳۹۷
- تخته گاز (محمد آهنگرانی ۱۳۹۷)[۱۱]
- شانتاژ (فیلم) (امیر مؤمنی اصل ۱۳۹۷)[۱۲]
- گل نساء (ستار چمنی‌گل ۱۳۹۶)[۱۳]
- ما خیلی باحالیم» به کارگردانی بهمن گودرزی ۱۳۹۶)[۱۴]
- نفس (نرگس آبیار ۱۳۹۴)[۱۵]
- ‌تابو (خسرو معصومی ۱۳۹۳)[۱۶]
- انارهای نارس (مجیدرضا مصطفوی ۱۳۹۲)[۱۷]
- اشیاء از آنچه در آینه می‌بینید به شما نزدیکترند (نرگس آبیار ۱۳۹۱)[۱۸]
- گلوگاه (فیلم) (محمدابراهیم معیری ۱۳۸۹)[۱۹]
- حس پنهان (مصطفی رزاق کریمی ۱۳۸۵)
- سرخی سیب کال (محمدعلی طالبی ۱۳۸۴)[۲۰]
- ستاره می‌شود (فریدون جیرانی ۱۳۸۴)[۲۱]
- رنگ خدا (مجید مجیدی ۱۳۷۷)

### نمایش خانگی
- دیو و ماه‌پیشونی (حسین قناعت ۱۴۰۱)
- شهرزاد (حسن فتحی ۹۷–۱۳۹۴)[۲۲]
- خانه بخت (عباس مرادیان ۱۳۹۳)[۲۳]
- اینجا جای من نیست (کریم رجبی ۱۳۹۳)[۲۴]
- آخر خلاف (علی نجفی امامی ۱۳۹۲)[۲۵]

### مجموعه تلویزیونی
- ۱۴۰۳ یزدان[۲۶] (منوچهر هادی)
- ۱۴۰۲ رستگاری (مسعود ده‌نمکی)
- ۱۴۰۲ چرخ گردون (جواد مزد آبادی)
- ۱۴۰۱ وضعیت زرد ۲ (مجید رستگار)
- ۱۴۰۰ کلبه ای در مه (حسن لفافیان)
- ۱۳۹۹ دادستان (مسعود ده نمکی)
- ۱۳۹۸ از سرنوشت ۲ (علیرضا بذرافشان)
- ۱۳۹۸ دنگ و فنگ روزگار (جواد مزدآبادی)
- ۱۳۹۷ پدر (بهرنگ توفیقی)
- ۱۳۹۷ کوبار ( فریدون حسن پور)[۲۷]
- ۱۳۹۶ محکومین (حسین قناعت)[۲۸]
- ۱۳۹۶ شکوه یک زندگی (رضا بهشتی)[۲۹]
- ۱۳۹۴ آقا و خانم سنگی (شاهد احمدلو)[۳۰]
- ۱۳۹۴ چای و زندگی (علی حلوی)[۳۱]
- ۱۳۹۳ جاده چالوس (احمد معظمی)[۳۲]
- ۱۳۹۳ خوب، بد، زشت (منوچهر هادی)[۳۳]
- ۱۳۹۳ معراجی‌ها (مسعود ده نمکی)[۳۴][۳۵]
- ۱۳۹۲ سرزمین مادری (کمال تبریزی)
- ۱۳۹۲ ستایش ۲ (سعید سلطانی)
- ۱۳۹۲ قاب خاطره (محمدحجت ذیجودی)[۳۶]
- ۱۳۹۲ خانه‌ای روی تپه (داریوش یاری)[۳۷]
- ۱۳۹۲ نون‌خامه‌ای (کاظم راست‌گفتار)[۳۸]
- ۱۳۹۱ رؤیای گنجشک‌ها (راما قویدل)[۳۹]
- ۱۳۹۰ سه دونگ سه دونگ (شاهد احمدلو)[۴۰]
- ۱۳۸۹ دارا و ندار (مسعود ده نمکی)[۴۱]
- ۱۳۸۹ ارمغان تاریکی (جلیل سامان)[۴۲]
- ۱۳۸۹ کلاه پهلوی (سیدضیاء الدین دری)[۴۳]۸[۴۴]
- ۱۳۸۸ خانه بی‌پرنده (کاظم معصومی)[۴۵]
- ۱۳۸۶ مرد هزار چهره (مهران مدیری)[۴۶]
- ۱۳۸۶ قاب‌های خالی (مرتضی احمدی هرندی)[۴۷]
- ۱۳۸۶ یک وجب خاک (علی عبدالعلی‌زاده)
- ۱۳۸۶ عبور از مه (شفیع آقامحمدیان)[۴۸]
- ۱۳۸۵ ماجراهای محله ما (علی اکبر ذاکری)[۴۹]
- ۱۳۸۴ ریحانه (سیروس مقدم)
- ۱۳۸۴ ماه شب چهارده (محمدعلی طالبی)[۵۰]
- ۱۳۸۳ هتل پاپلی (محمدتقی رنجبر)
- ۱۳۸۴ فصل زرد (محمدرضا زهتابی)[۵۱]
- ۱۳۸۲ حصیر سرد (محمدرضا معینی)[۵۲]
- ۱۳۸۲ کوچه اقاقیا (رضا عطاران)[۵۳]
- ۱۳۸۰ جوانی (سعید سلطانی)[۵۴]
- ۱۳۷۹ روزهای مه‌آلود (فیاض موسوی)[۵۵]
- ۱۳۷۸ پس از باران (سعید سلطانی)[۵۶]
- ۱۳۷۷ دنیای شیرین دریا (بهروز بقایی)[۵۷]

### فیلم تلویزیونی
- تشنه لب (احمدرضا احمدیان ۱۳۹۷)[۵۸]
- رفاقت (احمدرضا احمدیان ۱۳۹۷)[۵۹]
- نیزارهای بلند (محمدهادی نامور راد ۱۳۹۶)[۶۰]
- دو خواستگار (علیرضا اتفاقیان ۱۳۹۵)[۶۱]
- هدیه به یاد ماندنی (سیدحمیدرضا رفاهی ۱۳۹۳)[۶۲]
- انتخاب موفق» (مستند داستانی) به کارگردانی امیر مؤمنی اصل ۱۳۹۳)[۶۳]
- کوچه رهایی (سیدمحسن یوسفی ۱۳۹۲)[۶۴]
- درخت محبوب من (علیرضا سمیعی ۱۳۹۲)[۶۵]
- نام و نام خانوادگی (مهدی رضازاده ۱۳۹۲)[۶۶]
- خانه‌نشین (کمال مقدمی ۱۳۹۱)[۶۷]
- گنجینه جواهر پشته (نادر مقدس ۱۳۹۰)[۶۸]
- طعم باران (محمود زنده نام ۱۳۸۷)[۶۹]
- گنجشک (داریوش ربیعی ۱۳۸۷)[۷۰]
- روجا (علی نیازمند ۱۳۸۶)[۷۱]
- سایه روشن (عباس رافعی ۱۳۸۵)[۷۲]
- این همه ماهی (حمیدرضا چارکچیان ۱۳۸۵)[۷۳]

### نمایش
- خسیس (مریم کاظمی ۱۳۹۶)[۷۴]
- استخوان‌های طلایی (شکر خداگودرزی ۱۳۸۳)[۷۵]
- چهار خاطره از جنگ (علی حاج علی عسگری ۱۳۷۴)[۷۶]
- درنا در باران (رضا میرمعنوی ۱۳۷۲)[۷۷]
- چهارشنبه‌خاتون (رضا میرمعنوی ۱۳۷۲ - برنده جایزه نقش اول زن بازیگر تئاتر در جشنواره تئاتر فجر[۷]
- شب بلند مختار (رضا میرمعنوی ۱۳۷۱)[۷۸]